# Harkonen
Harkonen is een Amerikaanse posthardcore band uit Tacoma, Washington, die het meest actief was tussen 1997 en 2005.

## Bezetting
Huidige bezetting
- Ben Verellen (basgitaar, zang)
- Casey Hardy (gitaar, zang)
- Matt Howard (drums)

Voormalige leden
- Aaron 'Edge' Connell (zang, 1997 - ca.1999)
- Neihl Brady (gitaar, 1998 - ca.1999)
- Bill Quinby (gitaar, ? - ca.1999)
- Chris Vancourt (gitaar, ? - 1997)
- Mike Jones (zang, ? - 1997)

## Geschiedenis
Harkonen begon rond 1997 oorspronkelijk als een vijftal dat luidruchtige hardcore speelde, vergelijkbaar met artiesten als Deadguy en Kiss It Goodbye. Hun vormingsjaren waren tumultueus en het was moeilijk om een vaste bezetting te behouden. Na het opnemen van hun titelloze single in 1997, werd de band teruggebracht tot een viertal na het vertrek van gitarist Chris Vancourt en zanger Mike Jones en het markeerde de toevoeging van zanger Aaron Connell (voorheen van Grip en Christ en ging later verder om Himsa en Iamthethorn te formeren). Kort na het uitbrengen van hun single Hung to Dry vertrokken zanger Aaron Connell en de kortstondige gitarist Niehl Brady, waardoor de band een driedelig gezelschap kreeg, waarbij Ben en Bill de vocale rol op zich namen. Enige tijd daarna vertrok ook gitarist Bill Quinby en werd vervangen door Casey Hardy. Deze bezetting vanVerellen, Howard en Hardy zou de meest duurzame bezetting van de band blijken te zijn.
Na voortdurend van label te hebben gewisseld en hun algehele geluid langzaamaan te hebben veranderd in een meer noiserock-outfit (referentiepunten zijn Scratch Acid en Nirvana), belandde Harkonen bij het nationale label Hydrahead Records, waar ze Grizz uitbrachten, evenals Shake Harder Boy en hun samenwerking met These Arms Are Snakes (met wie Verellen zijn gitaarvaardigheden heeft uitgeleend), Like a Virgin. Hierdoor kregen ze meer bekendheid en konden ze nationale tournees maken met Isis en andere Hydrahead Records-bands. Harkonen begon ook inspiratie te verliezen rond de opname van hun laatste ep Dancing en de band noemde het een dag ergens in 2005. Ze namen nog een aantal platen op, die vlak voor en net nadat de band ontbonden was, werden uitgebracht. De laatste show van de band was in 2005 op het muziekfestival Bumbershoot in Seattle. Ben Verellen heeft in interviews bevestigd dat de naam van de band is ontleend aan die van het fictieve House Harkonnen uit de Dune-serie van Frank Herbert.

## Discografie
- 1997: Harkonen (7", Unjust)
- 1998: Hung To Dry (beperkt tot 1000 kopieën) (7", Excursion)
- 1998: Demo cd
- 1999: Harkonen (cd, Wreck-Age) - het eerste volledige album van Harkonen. Het is de eerste opname van de band in drie delen, de configuratie die de band voor de rest van haar bestaan zou behouden.
- 2000: Charge! (cd, Ataque Sonoro)
- 2001: Grizz (cd/7", Hydra Head Records)
- 2002: Shake Harder Boy (cd, Hydra Head Records)
- 2003: Dancing (cd, Initial Records)
- 2004: Split met Breather Resist (7", Happy Couples Never Last)
- 2005: Like a Virgin (split-ep met These Arms Are Snakes) (cd, Hydra Head Records)